# مس بوآچالا
مس بوآچالا (انگلیسی: Mess Búachalla) در اساطیر ایرلندی مادر پادشاه اعظم کونره مور است. منشأ او تا حدودی گنگ شده‌است. در داستان توچمارک اتاین او دختر پادشاه عالی ایوچو آیرم و دختر خودش است که پس از فریب خوردن او به این باور که او مادرش اتین (ایرلند) است با او همخواب شد.